# Hugo Nigro Mazzilli
Hugo Nigro Mazzilli (São Paulo, 1950) é um advogado, consultor jurídico, professor de Direito brasileiro e ex-membro do Ministério Público do Estado de São Paulo.

## Carreira
Mazzilli é membro da Congregação da Escola Superior do Ministério Público de São Paulo na qualidade de Professor Emérito, tendo sido Presidente da Associação Paulista do Ministério Público. É autor de inúmeras obras jurídicas, entre as quais o clássico A defesa dos interesses difusos em juízo – meio ambiente, consumidor, patrimônio cultural, patrimônio público e outros interesses. Em 2021, recebeu a Medalha de Mérito Cultural do Colégio de Diretores de Escolas dos Ministérios Públicos do Brasil – CDEMP "por sua notória trajetória de relevante atuação institucional", ressaltando-se "a história de vida dedicada ao Ministério Público, permeada pela carreira de destaque".
Numa época em que o Ministério Público brasileiro ainda não se dedicava à defesa das pessoas com deficiência, em 1988 ele elaborou o estudo pioneiro que serviu de base para a criação em São Paulo do primeiro órgão do Ministério Público nacional encarregado dessa importante função. Também acompanhou ativamente as tarefas da Assembleia Nacional Constituinte de 1988 na formação do perfil constitucional do Ministério Público. Ainda liderou a luta no Ministério Público paulista contra a concentração de poderes nas mãos do Procurador-Geral de Justiça e em prol da independência do Ministério Público diante do Governo e dos governantes. Foi considerado pelo ex-ministro Sepúlveda Pertence do Supremo Tribunal Federal como “o grande doutrinador do Ministério Público brasileiro”, e foi considerado pelo ex-procurador-geral da República Rodrigo Janot como "um dos maiores estudiosos brasileiros sobre o Ministério Público”.